# Benjamin Eberling
Benjamin Eberling (* 1979 in Marburg an der Lahn) ist ein deutscher Musicaldarsteller und Synchronsprecher.

## Leben und Karriere
Eberling fing im Alter von sechs Jahren mit der musikalischen Früherziehung an und stieß im Alter von acht Jahren zu den Limburger Domsingknaben. Am Internat der Limburger Domsingknaben im hessischen Hadamar in der Nähe der Stadt Limburg erfolgten die Chorproben, und hier erhielt er Stimmbildungs- und Klavierunterricht.
Eberling gehörte dem Chor 12 Jahre lang an und besuchte mit diesem Gesangsveranstaltungen in Finnland, Großbritannien, Spanien, Israel und Südafrika. Auch ein privates Konzert für Papst Johannes Paul II. und einige Journalisten in der Sixtinischen Kapelle war Ziel einer dieser Reisen.
Nach seinem Abitur und dem Wehrdienst setzte Eberling seine weitere musikalische Ausbildung an der Stage School in Hamburg fort und begann ab 2005 mit dem Synchronsprechen. 2003 wechselte er auf Anraten seines Gesangslehrer Michael Dixon an die Universität der Künste Berlin und schloss sein Studium im Studiengang „Musical und Show“ 2006 ab. Während dieses Studiums arbeitete Eberling mit Frederike Haas, Thomas Zaufke, F. Dion Davis und Gayle Tufts zusammen und trat als Mitglied der 10 Tenöre auf. Mit seinem Song Tanzschulzeit gewann Eberling beim Bundeswettbewerb Gesang 2005 den Ralph Benatzky Chanson Preis.
Nach seinem Studium folgte ein dreijähriges festes Engagement in Hamburg in der Heißen Ecke, und er stand hierfür in 570 Shows auf der Bühne. Im selben Zeitraum brachte sich Eberling im neu gegründeten Musicalensemble des Theaters für Niedersachsen ein und übernahm hier die Rollen des Richard in der deutschen Erstaufführung von William Finns Nervensache (Original: A New Brain) und des Lank Hawkins in Crazy for You. Außerdem kreierte Benjamin Eberling unter der Regie von Corny Littmann im Schmidt Theater Hamburg die 70er Jahre Schlager Revue Karamba.

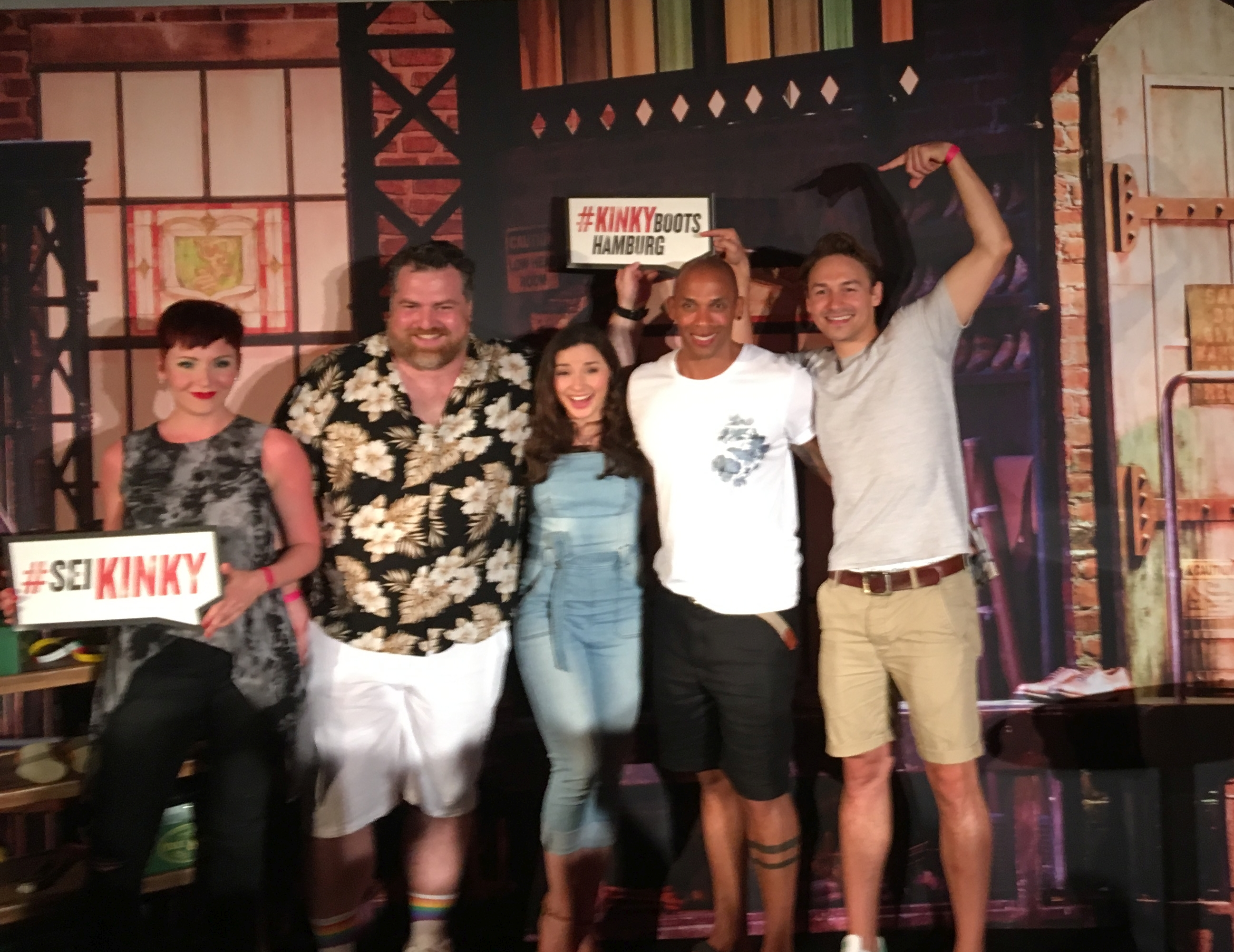
Benjamin Eberling (2. v. l., hier im Mai 2018) mit dem Cast von Kinky Boots

Von 2009 bis 2012 erfolgten Engagements auf verschiedenen AIDA-Clubschiffen, darunter die AIDAdiva, AIDAluna und AIDAblu, wo er in verschiedenen Shows und seinen Soloprogrammen Sag es mit Musik und Die Suche zu sehen war. 2012 ging es weiter an Land im Musical Haarspray im Zeltpalast Merzig in vielen kleinen Rollen. Danach erhielt Eberling ein Engagement für Sister Act, wo er 450 Aufführungen lang zu sehen war als Joey und Cover Curtis Jackson im Apollo Theater Stuttgart und Metronom TheaterOberhausen. Danach war Eberling bis zum 16. Februar 2015 im Musical Shrek zu sehen als Papa Bär und Zweitbesetzung des Shrek auf großer Deutschlandtour. Im Sommer 2015 feierte Eberling dann sein Debüt bei den Freilichtspielen Tecklenburg mit Bravour. So wurde er zum Publikumsliebling in der Rolle des „Sargente Garcia“ im Musical Zorro und war die erste männliche „Gumbi Katze“ in einer Inszenierung vom Musical Klassiker von Andrew Lloyd Webbers Cats 2016 zog es Eberling dann wieder auf die Meere, diesmal auf die Mein Schiff1 von Tui Cruises mit vielen Shows und seinem Solo Schlager Programm Die 70er. Danach gab es ein 10-jähriges Letterland in Concert Revival in der Neuköllner Oper, sprang für ein paar Vorstellungen in der Heiße Ecke im Schmidts Tivoli ein und übernahm dann ab November erneut die Rolle des Joey in der Tour von Sister Act. In der Deutschland Premiere des Erfolgsmusical Kinky Boots hat Benjamin Eberling die Rolle des Don übernommen und wird von Dezember 2017 bis September 2018 im Operettenhaus Hamburg zu sehen sein.
2019 ging es dann im Theater Magdeburg mit dem Musical 3 Musketier als Porthos auf die Bühne. Produktion wurde dann auch mit Corona-Maßnahmen gespielt. Dahin gegen wurde die Tour von dem Martin Luther King Musical der Kreativen Kirche nach wenigen Vorstellungen abgesagt, wo Benjamin als Gegenspieler Bull Connor und der Albtraum von MLK auf der Bühne stand. Ein Highlight wurde dann im Sommer 2020 als Benjamin als Tänzer und Model im Werbespot für Hofer in Österreich. Unter Corona-Maßnahmen wurde Benjamin dann Teil der Blauen Reisen auf den Mein Schiffen von Tui Cruises mit 6 eigenen Soloprogrammen (Schlager, Chanson, Disney, Musical und Popmusik auf Deutsch und Englisch). Daraus entstand dann auch eine Zusammenarbeit mit dem Schmidt Theater zu "Schmidt auf See" und ein Engament am Schmidt Theater mit der Schmidtparade 2021. Nach einem kurzer Abstecher in die Vulkaneifel mit "Das Weiße Rössel" als Sigismund war dann erstmal eine Pause und Knie Operation angesagt nach einen Bühnenunfall im Schmidt Theater.
Nach der Regenration ging es dann im Sommer 2022 wieder weiter. Zuerst als Joey in "Sister Act" und dann noch als Pfarrer Johannes Reitenbacher in "Der Besuch der alten Dame" unter der Regie von Ulrich Wiggers bei den Freilichtspielen Tecklenburg. Danach ging es dann direkt als Patrick Star und der deutschen Erstaufführung des Spongebob Musical von Showslot auf große Tour durch den deutschsprachigen Raum. Schlag auf Schlag ging es dann weiter am Theater Erfurt mit der Produktion "Boys from Syracuse" als Antipholus von Syrakus unter der Regie von Geertje Boerden. Gefolgt vom Musical "Mozart" bei den Freilichtspielen Tecklenburg als tanzender Schikaneder. Und dann wurde gleich weiter getanzt im Musical "Flashdance" als Harry auf der Tour von Showslot.
Danach ging es wieder an das Theater Erfurt, wo Benjamin in der umjubelten Inszenierung des Musical "Titanic" vom Regisseur Stephan Witzlinger als Edgar Bean auf der Bühne stand. Vom "Schiff" ging es dann 2024 in den "Wald" von "Robin Hood" als Bruder Tuck auf Tour mit Spotlight. Im Sommer 2024 war Benjamin dann wieder bei den Freilichtspielen Tecklenburg im Musical "MammaMia" als Vater Bill und schlüpfte erneut in seine Parade Rolle des Porthos in 3 Musketiere, diesmal unter der Regie von Andreas Gergen. Benjamin erhielt nicht nur den DaCapo Musicalpreis als Bester Nebendarsteller, sondern wurde auch zum Publikumsliebling der Saison in Tecklenburg die ihr 100-jähriges Jubiläum feierte.
2025 startet Benjamin mal wieder in der Werbung durch als tanzendes Model für Deutschland Card. Und war dann als AIDA Favorite auf AIDA Mar 45 Tage von der Karibik über die Kanaren nach Hamburg unterwegs, wo er sich wieder von seiner vielfältigen Seite als Sänger zeigt. Seine Programme: "Zu Dick für Disney", " Das gibts nur einmal", "Ab durch die 80iger" und "Made in Germany". Im Sommer 25 steht nun schon zum 5. Mal bei den Freilichtspielen Tecklenburg auf der Bühne. Diesmal als Mechaniker Bob und Travestiestar Farrah im Musical "Priscilla, Königin der Wüste" nach dem Kultfilm aus den 90ern unter der Regie von Ulrich Wiggers und dann als Kapitän Edward John Smith im Musical "Titanic".

## Engagements
- 2003: Die Csardasfürstin (Edwin)
- 2004–2005: Evita als Teil des Ensembles
- 2005–2006: Erwin Kannes – Trost der Frauen (Erwin Kannes)[26]
- 2006: Der gestiefelte Straßenkater (Kater)
- 2006–2009: Heiße Ecke (Günther & Pitter)
- 2007: Elegies For Angels, Punks and Raging Queens (Paco)
- 2007: Nervensache (A New Brain) (Richard)
- 2008: Crazy for You (Lank Hawkins)
- 2008/2009: Karamba (u. a. Hans Rosenthal)
- 2009–2012: Solist auf AIDA-Schiffen (AIDAluna, AIDAdiva, AIDAblu)
- 2012: Hairspray (Mr. Pinky, Mr. Spritzer, Schuldirektor)
- 2012–2014: Sister Act in Stuttgart und Oberhausen (Joey, Cover Curtis)
- 2015: Cats (Gumbie)
- 2015: Shrek – Das Musical (Papa Bär, Papa Shrek und Cover Shrek)[27]
- 2015: Zorro (Garcia)
- 2016: Solist auf TUI Mein Schiff 1
- 2016: Heiße Ecke (Micky & Pitter)
- 2017–2018: Kinky Boots – Operettenhaus Hamburg
- 2019–2020: 3 Musketiere (Porthos) – Theater Magdeburg[28]
- 2019–2020: Martin Luther King (Bull Connor / Albtraum) – Deutschland Tour der Kreativen Kirche[29]
- 2020–2021: Gastkünster mit eigenen Soloprogrammen TUI Cruises[30]
- 2021: Schmidtparade (M1) – Schmidt Theater
- 2021: Im Weißen Rössel (Sigismund) – Theaterfestpiele Vulkaneifel[31]
- 2022: Sister Act (Joey) – Freilichtspiel Tecklenburg[32]
- 2022: Besuch der alten Dame (Pfarrer) – Freilichtspiele Tecklenburg[33]
- 2022: Musical Spongebob das Musical (Patrick Star) – Showslot Tour[34]
- 2023: The Boys from Syracuse (Antipholus von Syrakus) – Theater Erfurt[35]
- 2023: Musical Mozart (Schikaneder) – Freilichtspiele Tecklenburg[36]
- 2023: Musical Flashdance (Harry) – Theater am Potsdamer Platz Berlin
- 2023: Musical Titanic (Edgar Bean) – Theater Erfurt
- 2024: Musical Robin Hood (Bruder Tuck) – Spotlight Tour[22]
- 2024: MammMia (Bill) – Freilichtspiel Tecklenburg[37]
- 2024: 3 Musketiere (Porthos) – Freilichtspiele Tecklenburg[24]
- 2024: Werbespot für DeutschlandCard
- 2025: Aida Favorites auf Kreuzfahrtschiff Aida Mar
- 2025: Priscilla, Königin der Wüste (Bob & Farrah) – Freilichtspiele Tecklenburg[38]
- 2025: Titanic, das Musical (Kapitän Edward Smith) – Freilichtspiele Tecklenburg

## Synchronarbeiten
- Die Moffels (Panini)[39]

## Auszeichnungen
- 2001/2002 Gesangspreis beim 1. und 2. Sylter Musical Wettbewerb
- 2005: Ralph-Benatzky Chansonpreis beim 34. Bundeswettbewerb Gesang[40]
- Ralph-Benatzky-Chanson-Preis[41]
- 2024: DaCapo Preis[42] als Bester Nebendarsteller in einem Musical (3 Musketiere)
- 2024: Auszeichnung als Publikumsliebling der Spielzeit 2024 Freilichtspiele Tecklenburg